# Gastón Martirena
Gastón Nicolás Martirena Torres (ur. 5 stycznia 2000 w Montevideo) – urugwajski piłkarz występujący na pozycji prawego obrońcy, od 2023 roku zawodnik argentyńskiego Racing Clubu.